# Hurrikan Alice (Dezember 1954)
Hurrikan Alice ist der einzige bekannte atlantische Hurrikan, der über den Jahreswechsel hinweg bestand und neben dem Tropischen Sturm Zeta von 2005 einer von nur zwei tropischen Wirbelstürmen im Nordatlantik, bei denen dies der Fall war. Der sechzehnte tropische Sturm und achte Hurrikan der atlantischen Hurrikansaison 1955 entwickelte sich am 30. Dezember 1954 aus einem Tiefdrucktrog im zentralen Atlantischen Ozean in einem Gebiet mit ungewöhnlich günstigen Bedingungen. Der Sturm zog südwestwärts und verstärkte sich nach und nach, bis er Hurrikanstärke erreichte. Nachdem der Hurrikan am 2. Januar 1955 über die Leeward Islands hinweggezogen war, erreichte Alice mit Windgeschwindigkeiten von 150 km/h den Höhepunkt, bevor das System auf kalte Luft traf und nach Südosten drehte. Das System schwächte sich weiter ab und driftete weiter nach Süden, bis es sich am 6. Januar 1955 über dem südöstlichen Karibischen Meer auflöste.
Alice erzeugte Starkregen und mäßig starke Winde auf mehreren Inseln entlang ihres Pfades. Saba und Anguilla waren am stärksten betroffen, und die Sachschäden dort wurden später mit 623.500 US-Dollar (6.311.000 US-Dollar in heutigen Preisen) beziffert.
In derselben Saison gab es bereits zuvor einen Hurrikan Alice. Dies geschah, weil operativ das Fehlen von endgültigen Daten dazu führte, dass das U.S. Weather Bureau das System erst am 2. Januar zum Hurrikan erklärte. So erhielt es den Namen Alice Anfang 1955, obwohl die spätere Reanalyse der Daten ergab, dass die Zugbahndaten bis ins vorherige Jahr rückverlängert wurden. Dadurch kam es zu der Situation, dass zwei tropische Wirbelstürme in derselben Saison denselben Namen erhielten.

## Sturmverlauf

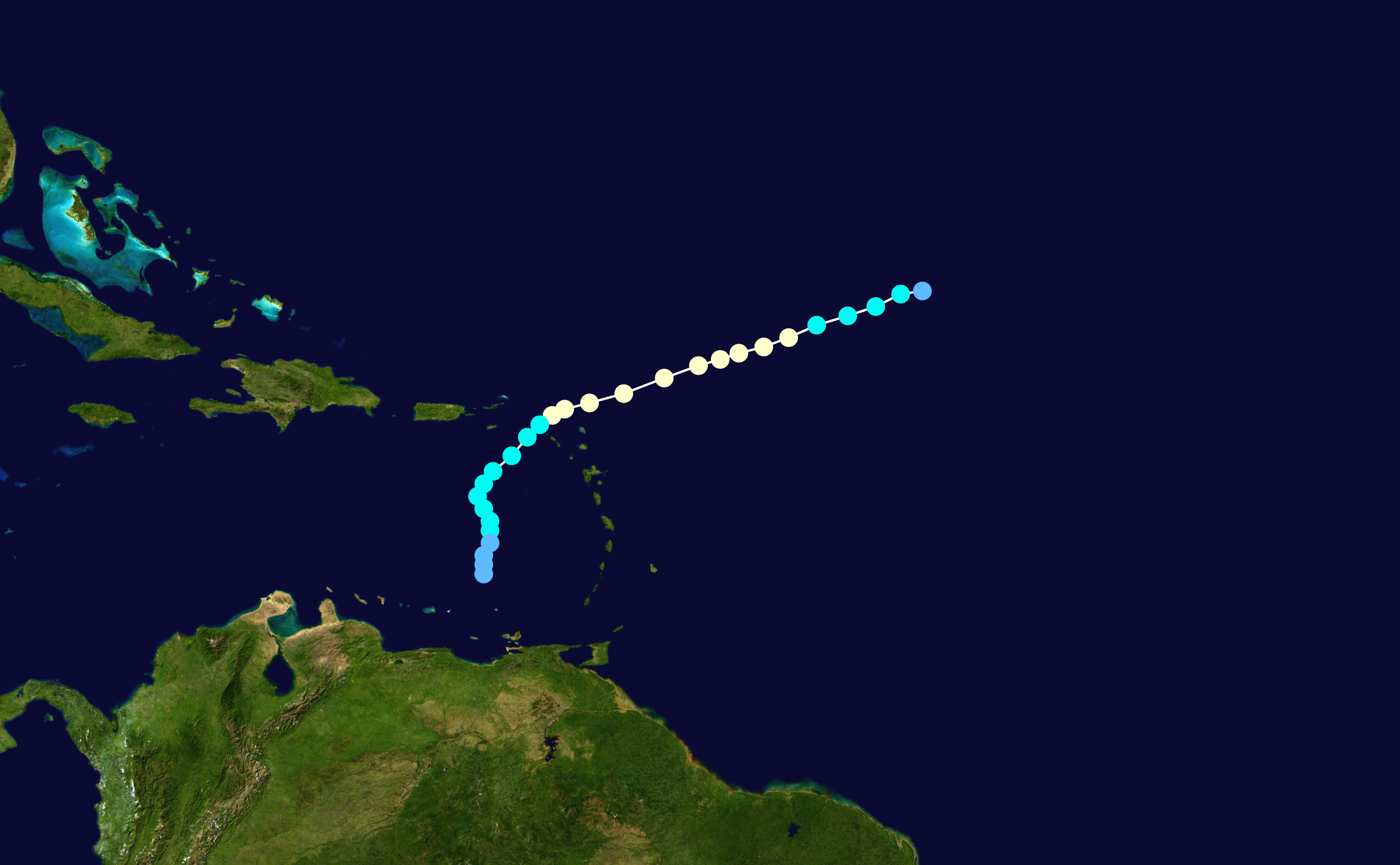
Zugbahn und Intensität des Hurrikans

Eine Kaltfront zog am 23. Dezember 1954 von der Ostküste der Vereinigten Staaten nach Südosten und zog zwei Tage später über Bermuda hinweg. Eine starke Antizyklone entwickelte sich hinter der Kaltfront, und am 26. Dezember erstreckte sich ein Trog von der Kaltfront südwärts. Die Antizyklone zog südostwärts, während Trog und Kaltfront nach Osten wanderten. Der Trog verlangsamte sich nach und nach, da die Steuerungsströmungen in der Höhe unter Hochdruckeinfluss auf Osten drehten. Die Konvektion über dem Trog nahm zu, da dieser sich über relativ warmem Wasser – etwa 1 °C über normal – bewegte, und die tropische Zyklogenese setzte ein, nachdem sich entlang des nördlichen Teils des Troges eine Zirkulation zu bilden begann. Das System entwickele sich weiter und zog westwärts, und basierend auf drei Schiffsmeldungen wurde eine geschlossene Zirkulation festgestellt. Es wird angenommen, dass sich das System am 31. Dezember rund 1245 km ostnordöstlich von Barbuda zu einem tropischen Tiefdruckgebiet entwickelt hat.
Mit einem schmalen Hochdruckrücken in seinem Norden zog das Tiefdruckgebiet westsüdwestwärts. Die atmosphärischen Bedingungen waren für diesen Zeitpunkt des Jahres außergewöhnlich günstig, weil der Hochdruckrücken verhinderte, dass kalte Luft aus dem Norden den zentralen Atlantischen Ozean erreichte. Dies ermöglichte dem Tiefdruckgebiet spät am 30. Dezember die Intensivierung in einen tropischen Sturm. Während der nächsten Tage gab es nur wenige direkte Beobachtungsergebnisse, aber es wird angenommen, dass sich der Sturm am 31. Dezember zu einem Hurrikan verstärkte. Am 1. Januar 1955 meldete ein Schiff, das sich zu dem Zeitpunkt etwa 15 km entfernt vom Zentrum des Hurrikans befand, Winde in Orkanstärke und einen Luftdruck von 987 mbar. Aufgrund dieses Berichtes und der Berichte weiterer Schiffe klassifizierte das San Juan Weather Bureau Office das System als tropisch. Der Hurrikan zog weiter nach Südwesten und erreichte am 2. Januar das Karibische Meer, nachdem er zwischen Saint Martin und Saint Barthélemy hindurchgezogen war. Ein Teil der Eyewall zog über Saint Martin und Saba hinweg. Basierend auf Meldungen über Winde knapp unter Orkanstärke von den betroffenen Inseln, benannte ein Informationsbulletin das System als Hurrikan Alice. Während seiner Existenz war Alice ein kleiner tropischer Wirbelsturm, der nur einen Durchmesser von etwa 95 km aufwies.
Aufklärungsflugzeuge flogen am 3. Januar in den Hurrikan und bestätigten die Existenz des tropischen Wirbelsturms durch Messungen der Windgeschwindigkeit im Bereich von 95 bis 105 km/h und das Vorfinden eines warmen Kerns. Es wird angenommen, dass Alice sich weiter intensivierte, als sie auf südwestlichem Kurs durch die Karibik zog und ihre größte Intensität mit Windgeschwindigkeiten von 130 km/h etwa 150 km westnordwestlich von Montserrat erreichte. In dieser Phase bildete der Hurrikan einen Konvektionsring um sein Auge aus, und Alice behielt die Spitzenintensität für etwa 24 Stunden bei, bis kalte Luft vom Norden zur Abschwächung führten. Am 3. Januar erfolgte nördlich von Bermuda eine nichttropische Zyklogenese, die das Hochdrucksystem nördlich von Alice abschwächte und die Steuerungsströmung in der Karibik in Einklang mit kalten Nordwesten brachte. Alice nahm am 4. Januar eine südöstliche Zugrichtung an und schwächte sich kurz darauf zu einem tropischen Sturm ab. Die Konvektion wurde zunehmend unorganisierter, und nachdem sich Alice am 5. Januar zum tropischen Tiefdruckgebiet abschwächte, löste sich das System am 6. Januar etwa 160 km westnordwestlich von Grenada auf.

## Auswirkungen, Name und Wetterrekorde

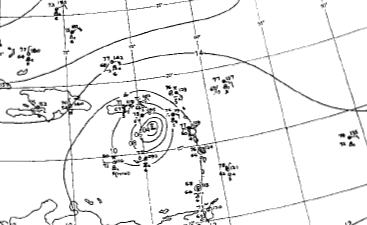
Oberflächenanalyse von Hurrikan Alice am 3. Januar 1955

Nachfolgend zur Bestätigung über die Existenz von Hurrikan Alice warnte das U.S. Weather Bureau Office in San Juan, Puerto Rico die Inseln der Lesser Antilles vor starken Winden und rauer See. Hurrikan Alice erzeugte mäßige bis starke Winde auf den Inseln mit Spitzenwerten von 130 km/h auf Saint Barthélemy und 120 km/h auf Saba. Der Hurrikan lud mäßige bis starke Niederschläge auf den verschiedenen Inseln ab, darunter 286 mm binnen 48 Stunden auf Saba. Aufgrund seiner geringen Größe wirkte sich der Hurrikan nur auf wenigen Inseln signifikant aus. Saint-Barthélemy, Saba, Anguilla, Sint Eustatius und Saint Kitts meldeten Sturmschäden, die insgesamt beziffert wurden auf 623.500 US-Dollar (6.311.000 US-Dollar in heutigen Preisen). Die schwersten Schäden betrafen Saba und Anguilla, zumeist an Hafenanlagen und an der Ernte. Auf Anguilla wurden zudem 626 Häuser zerstört oder stark beschädigt. Die Ursachen für die Schäden waren zumeist Starkregen und die raue See, nicht die direkten Auswirkungen des Windes. Der Durchzug von Hurrikan Alice brachte den Wirtschaften der kleinen betroffenen Inseln umfangreiche Probleme. Die äußeren Regenbänder des Sturms hingegen linderten die Dürrebedingungen auf Puerto Rico, die seit dem vorherigen Oktober andauerten. Im Zusammenhang mit dem Hurrikan wurden keine Todesfälle gemeldet.
Der Sturm bildete sich am 30. Dezember 1954. In der Zeit vor der Nutzung von Wettersatelliten mussten sich Meteorologen auf Berichte von Schiffen oder Inseln im Atlantik verlassen, um Stürme zu lokalisieren und ihren Verlauf festzustellen. Diese Informationen waren oft nur skizzenhaft, und zwei tropische Wirbelstürme, darunter ein Hurrikan der Kategorie 2, blieben 1954 unbemerkt. Hurrikan Alice wurde erst am 2. Januar 1955 als signifikanter tropischer Wirbelsturm klassifiziert. Zu der damaligen Zeit nutzte der National Weather Service jedes Jahr dieselbe Namensliste, sodass das System den Namen Alice bekam und als Teil der Atlantischen Hurrikansaison 1955 betrachtet wurde. Allerdings wurde bei der späteren Nachanalyse festgestellt, dass der Sturm sich tatsächlich bereits am 30. Dezember 1954 bildete und somit zur Atlantischen Hurrikansaison 1954 gehört. Aus diesem Grund hat die Saison 1954 zwei Hurrikane, die den Namen Alice tragen, nämlich der erste und der letzte Sturm der Saison. Wäre Alice im operativen Betrieb vor dem Jahresende entdeckt worden, hätte das System den Namen Irene erhalten, was der nächste Name auf der Liste war. Um Verwechslungen mit der früheren Alice vom Juni 1954 zu vermeiden, wird in einigen Berichten der spätere Sturm Alice2 genannt.
Alice bildete sich später im Kalenderjahr als jeder andere aufgezeichnete tropische Wirbelsturm im Atlantischen Ozean, sechs Stunden später in der Saison als der Tropische Sturm Zeta in der Saison 2005. Außerdem war Alice eine von nur acht tropischen Wirbelstürmen im Atlantik, die sich im Dezember gebildet haben. Dieser Sturm war der erste der beiden atlantischen tropischen Wirbelstürme, die den Jahreswechsel überdauerten, der andere war Zeta. Alice war zudem einer von nur sechs tropischen oder subtropischen Wirbelstürmen, die im Januar existierten und der stärkste dieser Stürme.

## Belege
1. ↑  José A. Colón: On the formation of Hurricane Alice, 1955. In: Monthly Weather Review Bureau. 84. Jahrgang, Nr. 1. U.S. Weather, 1955 (englisch, noaa.gov [PDF; abgerufen am 7. Dezember 2006]).
2. ↑  Gordon E. Dunn, Walter R. Davis: Hurricanes of 1955. (PDF) Miami, Florida Weather Bureau Office, abgerufen am 7. Dezember 2006 (englisch).
3. ↑  Alan Warren: Flood risk management for a Caribbean island. (PDF) Institution of Civil Engineers on Anguilla, archiviert vom Original am 17. Januar 2013; abgerufen am 7. Dezember 2006 (englisch).
4. ↑  National Weather Service: Has there ever been a Tropical Storm so late in the year before? Archiviert vom Original am 31. Dezember 2006; abgerufen am 23. April 2024 (englisch).
5. ↑  Hurricane Enterprises LLC: Oddball Tropical Systems. (PDF) Archiviert vom Original am 16. August 2006; abgerufen am 7. Dezember 2006 (englisch).
6. ↑  National Hurricane Center: Atlantic hurricane best track (Hurdat). Hurricane Research Division. Atlantic Oceanographic and Meteorological Laboratory. National Oceanic and Atmospheric Administrations Office of Oceanic & Atmospheric Research, April 2022, abgerufen am 22. Mai 2022 (englisch).